# Suite Koradi
Suite Koradi es la tercera producción discográfica de Arturo Meza. Es un disco compuesto originalmente para ser ejecutado orquestalmente pero por falta de presupuesto tuvo que ser ejecutado con diversos tipos de sintetizador analógicos y digitales. 

## Canciones
Lado A
- La visita de Aheloim.
- Presencia de Hercólubus y Alcione (incluye el Canto de Urania).
- Cumbres serenas de Sumaris.

Lado B
- Retorno de las almas atrapadas en la región de los Kliphos.
- Al amor fraterno

- Datos: Q6135350